# Tursiops
A Tursiops az emlősök (Mammalia) osztályának párosujjú patások (Artiodactyla) rendjébe, ezen belül a delfinfélék (Delphinidae) családjába tartozó nem.

## Rendszerezés
A nembe az alábbi 3 élő faj és 2 fosszilis faj tartozik:
- indiai-óceáni palackorrú delfin (Tursiops aduncus) (Ehrenberg, 1833)
- Tursiops australis Charlton-Robb et al., 2011 - 2011-ig a palackorrú delfin alfajának vélték[1]
- †Tursiops miocaenus - kora miocén; Olaszország[2]
- †Tursiops osennae - késő miocén-kora pliocén; Olaszország[3][4]
- palackorrú delfin (Tursiops truncatus) (Montagu, 1821)